# Seriola
A Seriola a csontos halak (Osteichthyes) főosztályának a sugarasúszójú halak (Actinopterygii) osztályába, ezen belül a sügéralakúak (Perciformes) rendjébe és a tüskésmakréla-félék (Carangidae) családjába tartozó nem.

## Rendszerezés
A nembe az alábbi 9 faj tartozik:
- Seriola carpenteri Mather, 1971
- sárgafarkú fattyúmakréla (Seriola dumerili) (Risso, 1810)
- Seriola fasciata (Bloch, 1793)
- Seriola hippos Günther, 1876
- Seriola lalandi Valenciennes, 1833
- Seriola peruana Steindachner, 1881
- Seriola rivoliana Valenciennes, 1833
- Seriola zonata (Mitchill, 1815)
- Seriola quinqueradiata Temminck & Schlegel, 1845

## Források

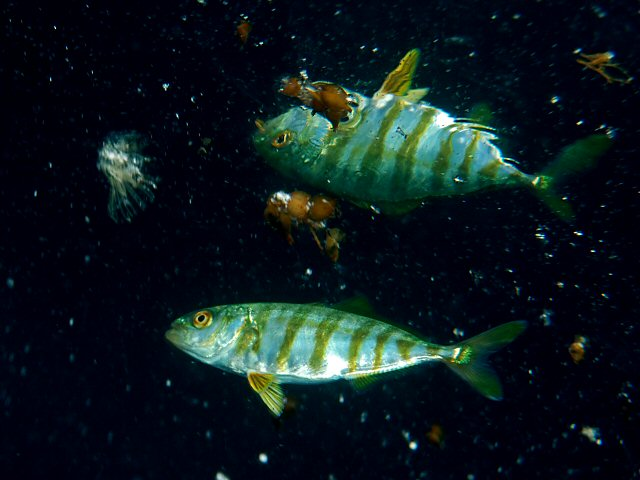
Seriola quinqueradiata